# Carlton Mid Triangular Series 2014/15
Die Carlton Mid Triangular Series 2014/15 war ein Drei-Nationen-Turnier das vom 16. Januar bis zum 1. Februar 2015 in Australien im One-Day Cricket ausgetragen wurde. Bei dem zur internationalen Cricket-Saison 2014/15 gehörenden Turnier nahmen neben dem Gastgeber die Mannschaften aus England und Indien teil. Im Finale konnte sich Australien mit 112 Runs gegen England durchsetzen.

## Vorgeschichte
Australien und Indien bestritten zuvor eine Test-Serie gegeneinander, die Australien 2–0 gewann. England eine ODI-Serie in Sri Lanka.

## Format
In einer Vorrunde spielte jede Mannschaft gegen jede zwei Mal. Für einen Sieg gab es vier, für ein Unentschieden oder No Result 2 Punkte. Des Weiteren wurden Bonuspunkte vergeben. Die beiden Gruppenersten qualifizierten sich für das Finale und spielten dort um den Turniersieg.

## Stadion
Die folgenden Stadien wurde für das Turnier als Austragungsort vorgesehen und am 23. Juni 2014 bekanntgegeben.
| Stadion                  | Stadt     | Kapazität | Spiele            |
| ------------------------ | --------- | --------- | ----------------- |
| The Gabba                | Brisbane  | 42.000    | Vorrunde          |
| Bellerive Oval           | Hobart    | 20.000    | Vorrunde          |
| Melbourne Cricket Ground | Melbourne | 100.024   | Vorrunde          |
| WACA Ground              | Perth     | 20.000    | Vorrunde & Finale |
| Sydney Cricket Ground    | Sydney    | 48.000    | Vorrunde          |

## Kaderlisten
Die Mannschaften benannten die folgenden Kader.
| ODI | ODI | ODI |
| Australien | England | Indien |
| --- | --- | --- |
| - George Bailey (K) - Steve Smith (VK) - Pat Cummins - Xavier Doherty - James Faulkner - Aaron Finch - Brad Haddin (wk) - Josh Hazlewood - Moises Henriques - Mitchell Johnson - Mitchell Marsh - Shaun Marsh - Glenn Maxwell - Kane Richardson - Gurinder Sandhu - Mitchell Starc - David Warner - Shane Watson - Cameron White | - Eoin Morgan (K) - Moeen Ali - James Anderson - Gary Ballance - Ian Bell - Ravi Bopara - Stuart Broad - Jos Buttler (wk) - Steven Finn - Alex Hales - Chris Jordan - Joe Root - James Taylor - James Tredwell - Chris Woakes | - MS Dhoni (K & wk) - Virat Kohli (VK) - Ravichandran Ashwin - Stuart Binny - Shikhar Dhawan - Ravindra Jadeja - Dhawal Kulkarni - Bhuvneshwar Kumar - Akshar Patel - Ajinkya Rahane - Suresh Raina - Ambati Rayudu (wk) - Mohammed Shami - Ishant Sharma - Mohit Sharma - Rohit Sharma - Umesh Yadav |

## Tour Matches
| 12. Januar Scorecard | Canberra | England XI 364-6 (50)           | – | ACT Invitational XI 148 (32.4) |
|                      |          | England XI gewinnt mit 216 Runs |   |                                |

| 14. Januar Scorecard | Canberra | England XI 391-6 (50)          | – | Prime Minister’s XI 331 (48.1) |
|                      |          | England XI gewinnt mit 60 Runs |   |                                |

## Spiele

### Vorrunde
Tabelle
| Teams      | Sp. | S | N | U | R | NR | BP | Punkte | NRR    |
| ---------- | --- | - | - | - | - | -- | -- | ------ | ------ |
| Australien | 4   | 3 | 0 | 0 | 0 | 1  | 1  | 15     | +0.467 |
| England    | 4   | 2 | 2 | 0 | 0 | 0  | 1  | 9      | +0.425 |
| Indien     | 4   | 0 | 3 | 0 | 0 | 1  | 0  | 2      | –0.942 |

Sieg: 4 Punkte; Remis: 2 Punkte
 Spiele
| 16. Januar Scorecard | Sydney | England 234 (47.5)               | – | Australien 235-7 (39.5) |
|                      |        | Australien gewinnt mit 3 Wickets |   |                         |

England gewinnt den Münzwurf und entschied sich als Schlagmannschaft zu beginnen. Als Spieler des Spiels wurde Mitchell Starc ausgezeichnet.
| 18. Januar Scorecard | Melbourne | Indien 267-8 (50)                | – | Australien 269-6 (49) |
|                      |           | Australien gewinnt mit 4 Wickets |   |                       |

Indien gewinnt den Münzwurf und entschied sich als Schlagmannschaft zu beginnen. Als Spieler des Spiels wurde Mitchell Starc ausgezeichnet. David Wander erhielt auf Grund eines Verstosses gegen den Geist des Spiels eine Geldstrafe. George Bailey wurde auf Grund zu langsamer Spielweise des Teams mit einer Geld- und Spielstrafe belegt.
| 20. Januar Scorecard | Brisbane | Indien 153 (39.3)             | – | England 156-1 (27.3) |
|                      |          | England gewinnt mit 9 Wickets |   |                      |

Indien gewinnt den Münzwurf und entschied sich als Schlagmannschaft zu beginnen. Als Spieler des Spiels wurde Steven Finn ausgezeichnet.
| 23. Januar Scorecard | Hobart | England 303-8 (50)               | – | Australien 304-7 (49.5) |
|                      |        | Australien gewinnt mit 3 Wickets |   |                         |

Australien gewinnt den Münzwurf und entschied sich als Feldmannschaft zu beginnen. Als Spieler des Spiels wurde Steve Smith ausgezeichnet.
| 26. Januar Scorecard | Sydney | Indien 69-2 (16/44) | – | Australien |
|                      |        | No result           |   |            |

Australien gewinnt den Münzwurf und entschied sich als Feldmannschaft zu beginnen. 
| 30. Januar Scorecard | Perth | Indien 200 (48.1)             | – | England 201-7 (46.5) |
|                      |       | England gewinnt mit 3 Wickets |   |                      |

England gewinnt den Münzwurf und entschied sich als Feldmannschaft zu beginnen. Als Spieler des Spiels wurde James Taylor ausgezeichnet.

### Finale
| 1. Februar Scorecard | Sydney | Australien 278-8 (50)           | – | England 166 (39.1) |
|                      |        | Australien gewinnt mit 112 Runs |   |                    |

England gewinnt den Münzwurf und entschied sich als Feldmannschaft zu beginnen. Als Spieler des Spiels wurde Glenn Maxwell ausgezeichnet.

## Statistiken
Die folgenden Cricketstatistiken wurden bei diesem Turnier erzielt.
| ODIs           | ODIs       | ODIs    | ODIs    | ODIs    | ODIs    | ODIs    | ODIs    | ODIs    |
| Batting        | Batting    | Batting | Batting | Batting | Batting | Batting | Batting | Batting |
| Spieler        | Mannschaft | Spiele  | Innings | Runs    | Average | HS      | 100s    | 50s     |
| -------------- | ---------- | ------- | ------- | ------- | ------- | ------- | ------- | ------- |
| Ian Bell       | England    | 5       | 5       | 247     | 61,75   | 141     | 1       | 1       |
| Steve Smith    | Australien | 5       | 4       | 226     | 75,33   | 102*    | 1       | 0       |
| David Warner   | Australien | 4       | 3       | 163     | 54,33   | 127     | 1       | 0       |
| Glenn Maxwell  | Australien | 5       | 4       | 152     | 38,00   | 95      | 0       | 1       |
| James Taylor   | England    | 5       | 5       | 147     | 36,75   | 82      | 0       | 2       |
| Bowling        |            |         |         |         |         |         |         |         |
| Spieler        | Mannschaft | Spiele  | Overs   | Wickets | Average | BBI     | 5W      | 10W     |
| Mitchell Starc | Australien | 5       | 39.5    | 12      | 16,33   | 6/43    | 1       | 0       |
| Steven Finn    | England    | 5       | 46.0    | 11      | 21,36   | 5/33    | 1       | 0       |
| Chris Woakes   | England    | 5       | 44.0    | 8       | 33,62   | 4/40    | 0       | 0       |
| James Anderson | England    | 4       | 37.5    | 7       | 19,42   | 4/18    | 0       | 0       |
| Moeen Ali      | England    | 5       | 48.0    | 7       | 28,57   | 2/35    | 0       | 0       |